# Nymphalis mesoides-lucidocellata
Nymphalis mesoides-lucidocellata är en fjärilsart som beskrevs av Reuss 1911. Nymphalis mesoides-lucidocellata ingår i släktet Nymphalis och familjen praktfjärilar. Inga underarter finns listade i Catalogue of Life.